# Königreich Island
Das Königreich Island (isländisch Konungsríkið Ísland) war eine konstitutionelle Monarchie; es wurde durch den Unionsvertrag mit Dänemark vom 1. Dezember 1918 gegründet und bestand bis zum 17. Juni 1944. Das Königreich war mit dem ehemaligen Mutterland Dänemark durch eine Realunion verbunden, wodurch der dänische König Christian X. (isländisch: Kristján) König von Island war.

## Vorgeschichte

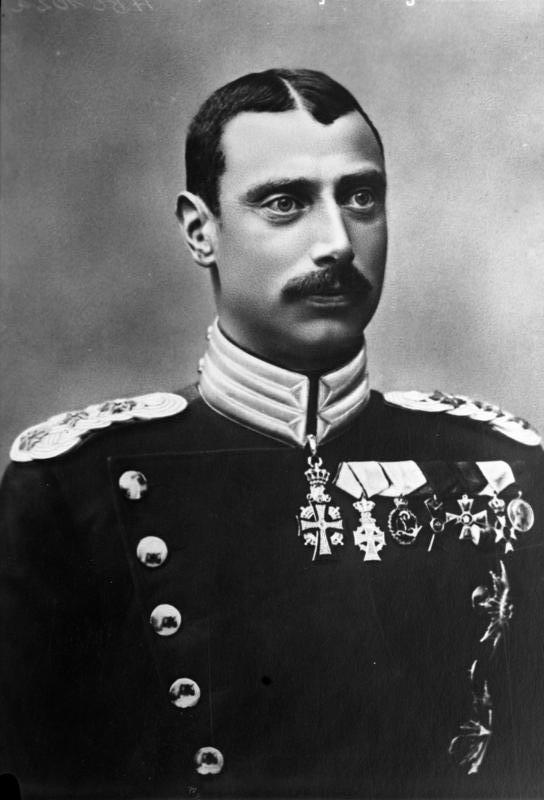
König Christian X. (Kristján I.)

Island befand sich seit 1380 unter dänischer Herrschaft und bis 1814 im norwegischen Besitz (Dänemark-Norwegen). Durch die im Kieler Frieden vom 14. Januar 1814 vereinbarte Abtretung des Mutterlandes Norwegen an Schweden fiel Island an Dänemark.
Die Isländer besannen sich vermehrt auf ihre eigenen Traditionen zurück, und zum Millennium der ersten bekannten Besiedlung Islands 1874 gestattete Dänemark den Isländern eine eigene Verfassung, Finanzautonomie und die Neugründung des Althing, des isländischen Parlaments. Am 1. Februar 1904 wurde Island autonom innerhalb des Königreiches, Hjemmestyre nach den britisch-irischen Vorbildern des Home Rule von 1886 und 1893. Im gleichen Jahr wurde nach einem Volksentscheid ein eigener Minister für Island eingesetzt, der die Insel fortan im dänischen Parlament vertrat. Zum ersten Premierminister wurde Hannes Hafstein ernannt.

## Gründung der Monarchie
Durch den Unionsvertrag vom 1. Dezember 1918 wurde die Unabhängigkeit Islands von Dänemark anerkannt, während der dänische König Christian X. durch eine Personalunion König von Island blieb. Island erhielt eine eigene Flagge sowie ein eigenes Wappen, und Dänemark übernahm lediglich die Außenbeziehungen und Verteidigung der Insel. Die Gültigkeit des Vertrages war bis zu einer Volksbefragung nach 25 Jahren angesetzt, in der über die endgültige Unabhängigkeit von Dänemark entschieden werden sollte. Eine neue, dem Unionsvertrag entsprechende Verfassung trat 1920 in Kraft.

## Gründung der Republik

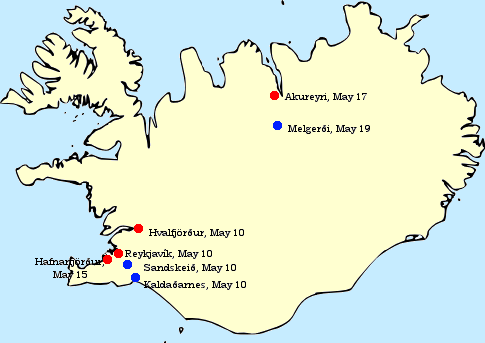
Die britische Invasion in Island im Mai 1940

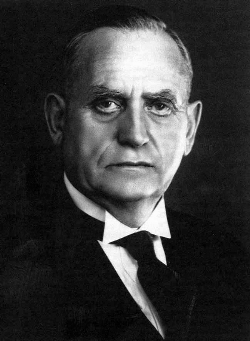
Reichsvorsteher Sveinn Björnsson (1941–1944)

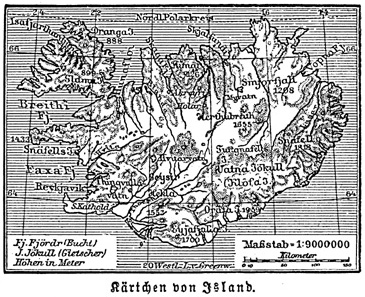
Historische Karte von Island

Der deutsche Einmarsch in Dänemark am 9. April 1940 unterbrach die Versorgungslinien zwischen Island und Dänemark. Das isländische Parlament (isländisch Alþingi) stimmte am 10. April in zwei Resolutionen für die Übernahme der Außen- und Verteidigungspolitik durch die isländische Regierung und die Einführung eines vorübergehenden Staatsoberhauptes. Ein Jahr später wurde Sveinn Björnsson zum vorübergehenden Reichsvorsteher gewählt, der den König während der Besatzungszeit vertrat und nach der Unabhängigkeit erster Staatspräsident wurde.
In den ersten Jahren des Zweiten Weltkriegs nahm Island eine strikte Neutralitätspolitik ein und hielt sich aus dem Kriegsgeschehen heraus. Die Regierung hielt Maßnahmen für eine Verletzung der Neutralität durch Großbritannien oder das Deutsche Reich bereit. Bereits am 10. Mai 1940 begann Großbritannien mit der Besetzung Islands und besetzte den Hafen von Reykjavík, um angeblich einer deutschen Invasion zuvorzukommen.
Die Regierung rief zum Protest gegen den „eklatanten Verstoß“ der isländischen Neutralität auf. Am Tag der Invasion hielt Premierminister Hermann Jónasson eine Radioansprache, in der er die Isländer dazu aufrief, die britischen Truppen als Gäste zu betrachten, und gab bekannt, dass die alliierte Besetzung bis zum Ende des Krieges andauern werde.
Am Höhepunkt der britischen Besetzung waren in Island 25.000 Soldaten stationiert, wovon die meisten in Reykjavík und anderen strategisch wichtigen Orten positioniert waren. Im Juli 1941 übertrug die isländische Regierung den Vereinigten Staaten die Verteidigung der Insel, da Großbritannien seine Truppen in Europa benötigte. Daraufhin wurden 40.000 Soldaten im Land stationiert, während die Insel eine Bevölkerung von 120.000 hatte.
Nach dem Verfassungsreferendum im Mai 1944, in dem 97 % für die Auflösung des Unionsvertrages mit Dänemark und 95 % für eine republikanische Verfassung stimmten, wurde Island am 17. Juni 1944 endgültig eine unabhängige Republik. Da Dänemark noch von Deutschland besetzt war, fühlten sich viele Dänen beleidigt, da sie den Zeitpunkt des Referendums für falsch hielten. Trotzdem übersandte König Christian X. eine Gratulation an das isländische Volk.

## Flaggen

Flagge Islands (1918–1944)
Staats- und Seekriegsflagge Islands (1918–1944)
Standarte Christians X. (1921–1944)
Flagge des Reichsvorstehers Sveinn Björnsson (1941–1944)